# Hiroshima Semipalatinsk Project
Hiroshima Semipalatinsk Project (HSP, japonsky ヒロシマ・セミパラチンスク・プロジェクト, často také Hiro-Semi - ヒロセミ) je nevládní organizace, založená 7. září 1998 obyvateli města Hirošima. Tito lidé nebo někdo z jejich příbuzných trpí následky po svržení atomové bomby.
Tento projekt je spoluprací mezi městy Hirošima (Japonsko) a Semej (Kazachstán). Obyvatelé obou měst trpí následky ozáření (japonské slovo pro takové lidi je hibakuša); na Hirošimu byla v roce 1945 svržena atomová bomba, zatímco poblíž sovětského Semipalatinsku (dn. kazašská Semej) bylo mezi lety 1949 a 1989 provedeno přibližně 470 testů atomových zbraní.
Idea této spolupráce vznikla v roce 1994, kdy se v Hirošimě konaly Asijské hry, kterého se zúčastnil i Kazachstán a japonská strana se poprvé dozvěděla o hibakuša lidech v této zemi.
Následná činnost HSP ukázala, že asi 1,2 milionu obyvatel je postiženo radioaktivním spadem a asi 300 000 lidí bylo vystaveno radioaktivnímu záření, zejména se jedná o lidi z města Semeje s 350 000 obyvateli.
Projekt má tři hlavní body:
- lékařská pomoc hibakuša obyvatelům Semeje
- studium dvou kazašských studentů v Japonsku
- studijní pobyty v Semeji